# Une nuit à Vienne
Pour plus de détails, voir Fiche technique et Distribution.
Une nuit à Vienne (Es war einmal ein Walzer) est un film allemand réalisé par Victor Janson, sorti en 1932.

## Synopsis
Comédie musicale mêlant 4 personnages autour d'intrigues amoureuses et financière. 

## Fiche technique
- Titre original : Es war einmal ein Walzer
- Titre français : Une nuit à Vienne
- Réalisation : Victor Janson
- Scénario : Billy Wilder
- Musique : Franz Lehár
- Production : Gabriel Levy
- Pays de production : République de Weimar
- Format : Noir et blanc - 1,37:1 - Mono
- Genre : musical
- Date de sortie : 1932

## Distribution
- Mártha Eggerth : Steffi Pirzinger
- Rolf von Goth : Rudi Moebius
- Paul Hörbiger : Franz Pirzinger
- Ernö Verebes : Gustl Linzer
- Albert Paulig : Assessor Pfennig
- Lizzi Natzler : Lucie Weidling